# Зеленгинский район
Зеленгинский район — административно-территориальная единица в составе Астраханской губернии, Нижне-Волжского края и Астраханской области, существовавшая в 1926—1931 и 1944—1963 годах. Центром района было село Зеленга.
Зеленгинский район был образован в октябре 1926 года в составе Астраханской губернии из части упразднённого Могойского района. В октябре 1927 года из Зацарёвского района в Зеленгинский были переданы Трехизбенский и Яблоновский сельсоветы. В 1928 году Зеленгинский район вошёл в состав Астраханского округа Нижне-Волжского края. С 1930 года после ликвидации округов входил непосредственно в Нижне-Волжский край. В августе 1931 года Зеленгинский район был упразднён, а его территория передана в Володарский район.
В мае 1944 года Зеленгинский район был восстановлен в составе Астраханской области из части территорий Володарского и Камызякского районов. В 1945 году включал 14 с/с: Алтынжарский, Бистюбинский, Зеленгинский, Кара-Бирючинский, Корневский, Маковский, Рычанский, Сахминский, Сорочинский, Султановский, Тишковский, Трехизбянский, Цветновский и Яблоновский. В мае 1953 года Трехизбянский с/с был передан в Камызякский район.
В феврале 1963 года Зеленгинский район был вновь упразднён с передачей территории в Красноярский район.